# Xochitl Gomez
Xochitl Gomez (Los Angeles, 29 april 2006) is een Amerikaans-Mexicaans actrice.

## Carrière
Gomez groeide op en speelde sinds haar tiende kleinere rollen en in kort films. Deze rollen leverden vaak nominaties en prijzen op voor jong talent, zoals The Letter en Boob Sweat. In 2020 speelde ze mee in The Baby-Sitters Club waar ze haar eerste hoofdrol kreeg. In 2022 speelt ze mee als America Chavez in Doctor Strange in the Multiverse of Madness. Daarnaast had ze de rol van Dawn Schafer in The Baby-Sitters Club in seizoen 1 van de serie. In 2023 won ze Dancing with the Stars met Valentin Chmerkovskiy.
Xochitl betekent "bloem" in het Nahuatl een oude taal uit onder andere Mexico.

## Prijzen en nominaties
| Jaar | Prijs                                  | Categorie                                        | Film/Serie            | Resultaat   |
| ---- | -------------------------------------- | ------------------------------------------------ | --------------------- | ----------- |
| 2018 | Oniros Film Awards                     | Best Child Actress                               | The Letter            | Gewonnen    |
| 2018 | Independent Shorts Awards              | Best Child/Young Actress                         | The Letter            | Gewonnen    |
| 2018 | New York Film Awards                   | Best Young Actress                               | Boob Sweat            | Gewonnen    |
| 2018 | Festigious International Film Festival | Best Young Actress                               | Boob Sweat            | Gewonnen    |
| 2018 | Actors Awards                          | Best Young Actress                               | Boob Sweat            | Gewonnen    |
| 2018 | Actors Awards                          | Best Ensemble                                    | Boob Sweat            | Gewonnen    |
| 2019 | Independent Shorts Awards              | Best Child/Young Actress                         | Boob Sweat            | Gewonnen    |
| 2019 | Indie Short Fest                       | Best Child/Young Actress                         | Boob Sweat            | Gewonnen    |
| 2019 | London Independent Film Awards         | Best Child/Young Actress                         | Boob Sweat            | Gewonnen    |
| 2019 | Top Shorts Film Festival               | Best Child/Young Actress                         | The Letter            | Gewonnen    |
| 2019 | Young Artist Awards                    | Best Performance in a Short Film: Young Actress  |                       | Genomineerd |
| 2019 | Young Entertainer Awards               | Best Young Actress 10-11                         | The Letter            | Gewonnen    |
| 2020 | Young Artist Awards                    | Best Performance in a Feature Film - Teen Artist | Shadow Wolves         | Gewonnen    |
| 2020 | Young Entertainer Awards               | Best Performance Young Actress - Feature Film    | Shadow Wolves         | Genomineerd |
| 2021 | Young Entertainer Awards               | Best Leading Young Actress - Television Series   | The Baby-Sitters Club | Gewonnen    |

- Library of Congress Control Number: no2022100056
- Virtual International Authority File: 5584166110534386100007